# Wipeout (игра)
Wipeout (стилизованно wipE’out") — футуристическая гоночная компьютерная игра, разработанная и изданная компанией Psygnosis в 1995 году для PlayStation и DOS, и в 1996 году портированная на Sega Saturn. Действие игры происходит в 2052 году во время соревнований гоночной лиги F3600. Игроки управляют антигравитационными кораблями, участвуя в гонках на трассах по всему миру и используя различное оружие и бонусы.
Разработка игры началась во второй половине 1994 года и заняла около 14 месяцев. Идея возникла во время разговора между Ником Буркомбом и Джимом Бауэрсом, а дизайн был разработан студией The Designers Republic. Музыку к игре написал валлийский композитор CoLD SToRAGE, также в ней играют композиции от Leftfield, The Chemical Brothers и Orbital. Для версии Sega Saturn дополнительные треки написали Роб Лорд и Марк Бандола.
Wipeout получила высокие оценки критиков за оригинальность, графику и музыкальное сопровождение, хотя некоторые отмечали сложность управления. Успех игры привел к созданию сиквела Wipeout 2097, выпущенного в 1996 году для PlayStation и Sega Saturn. Оригинальная игра стала одним из ключевых проектов для PlayStation и положила начало успешной серии. В 2007 году она была переиздана в цифровом формате для PlayStation 3 и PlayStation Portable. Wipeout оказала значительное влияние на игровую индустрию, популяризировала электронную музыку среди геймеров и установила новые стандарты в визуальном дизайне видеоигр.

## Игровой процесс
Wipeout — гоночная игра, действие которой происходит в 2052 году во время соревнований гоночной лиги F3600. Игрок, управляя любым из предложенных кораблей, участвует в заездах на трассах по всему миру. Есть четыре гоночные команды на выбор, и два корабля для каждой команды. Каждый корабль имеет свои собственные характеристики максимальной скорости, массы, манёвренности и силы ускорения. На трассах расположены различные бонусы, подбирая которые, игрок получает различное оружие и защиту, например, щиты, турбо-ускорение, мины, ударные волны или ракеты.
В игре семь гоночных трасс, шесть из которых расположены в футуристических версиях таких стран, как Канада, США и Япония. Если игрок проходит все трассы на максимальной сложности, то открывается секретный уровень, действие которого проходит на Марсе. Многопользовательский режим в Wipeout осуществляется с помощью кабеля PlayStation Link Cable, позволяя двум игрокам соревноваться друг с другом и шестью управляемыми компьютером соперниками. Игра также поддерживает NeGcon — контроллер, разработанный компанией Namco.

## Разработка и выпуск
Wipeout была разработана и издана ливерпульской студией Psygnosis, позже сменившей название на Studio Liverpool. Производство игры началось во второй половине 1994 года. По словам художника Ли Каруса, разработка Wipeout заняла 14 месяцев. Идея игры возникла во время разговора между Ником Буркомбом и Джимом Бауэрсом в пабе в Окстоне, Мерсисайд. Бауэрс создал концепт-фильм, который был показан в офисах Psygnosis. Проект получил одобрение, и началась его разработка. Маркетинг и оформление были разработаны Китом Хопвудом и студией The Designers Republic из Шеффилда. Ориентируясь на аудиторию, увлечённую модой, клубной культурой и музыкой, они разработали дизайн упаковки, внутриигровые элементы и другие рекламные материалы. В фильме «Хакеры» 1995 года присутствует неиграбельная компьютерная демонстрация, вдохновлённая Wipeout, где главные персонажи играют в неё в ночном клубе.
Команда разработчиков, состоявшая примерно из десяти человек, работала в условиях жестко сжатых сроков. Карус упоминал, что на завершающем этапе разработки потребовалось переписать три четверти кода. Несмотря на это, команда была уверена в своевременном завершении проекта. Дизайн транспортных средств основывался на концепции игры Matrix Marauders — трехмерной стратегической игры, разработанной Бауэрсом для Amiga в 1990 году. Буркомб, ставший впоследствии дизайнером Wipeout, решил создать гоночную игру с антигравитационными аппаратами после просмотра анимации гонки двух кораблей, выполненной в программе SoftImage. Название игры родилось во время беседы в пабе и было вдохновлено инструментальной композицией «Wipe Out» группы The Surfaris. Разработка трасс представляла сложность из-за ограниченной дальности прорисовки на игровой системе. Система вооружения была реализована по принципу случайного получения оружия, как в Super Mario Kart, и была направлена скорее на замедление противников, чем на их уничтожение. Буркомб признавал, что среди всех игр именно Super Mario Kart оказала наибольшее влияние на Wipeout.
Выход Wipeout сопровождался значительными разногласиями. Маркетинговая кампания, созданная Китом Хопвудом и The Designers Republic, включала неоднозначный рекламный постер с окровавленной телерадиоведущей Сарой Кокс. Некоторые усмотрели в этом изображении намек на передозировку наркотиков. При публикации рекламы журнал Next Generation удалил кровь. Сотрудники журнала объяснили это решение давлением со стороны розничных торговцев, обеспокоенных насилием в игровых изданиях, а также собственным мнением о том, что кровь не добавляла рекламе ничего, кроме шокового эффекта. Постер характеризовал Wipeout как «опасную игру». Ведущий художник Нил Томпсон высказал предположение, что буква «E» в названии Wipeout означала экстази, хотя дизайнер Ник Буркомб это отрицал.
Wipeout вышла в Европе в сентябре 1995 года одновременно с запуском PlayStation. Игра стала лидером продаж среди стартовых тайтлов для игровой системы в Европе. В США выпуск состоялся в ноябре того же года. Wipeout заняла первое место во всех чартах продаж. К моменту публикации данных было продано более 1,5 миллиона копий игры в Европе и Северной Америке. В 1996 году компания Tantalus Entertainment осуществила портирование Wipeout на Sega Saturn. Поскольку компания Sony, создатель PlayStation, владела правами на три последних трека из саундтрека оригинальной версии, для версии для Saturn были написаны новые музыкальные композиции, авторами которых стали Роб Лорд и Марк Бандола.

### Музыка
Саундтрек игры, созданный в жанре электроники, состоит из лицензированных композиций известных исполнителей. Эти треки были включены в версии для PAL-региона, игровой системы Saturn, а также в рекламный альбом «Wipeout: The Music». PAL-версия для PlayStation содержит композиции таких групп, как Leftfield, The Chemical Brothers и Orbital. Версия для Saturn была дополнена тремя треками авторства Роба Лорда и Марка Бандолы. Композиция «Wipeout (P.E.T.R.O.L.)» группы Orbital была частично написана до того, как Буркомб встретился с музыкантами. «Afro Ride» от Leftfield и «Chemical Beats» от The Chemical Brothers являлись ремиксами ранее записанных этими музыкантами треков.
Рекламный альбом «Wipeout: The Music» вышел на компакт-дисках и виниле в 1996 году. В него вошли треки Leftfield, The Chemical Brothers и Orbital, а также дополнительные композиции от New Order и The Prodigy. Буркомб пояснил, что выбор жанров был вдохновлен его опытом игры в Super Mario Kart: однажды, заняв первое место, он слушал трек «The Age of Love» вместо игрового саундтрека и почувствовал, что эта музыка идеально подходит моменту. Убедить звукозаписывающие компании участвовать в создании рекламного альбома оказалось непросто, так как они не понимали замысла разработчиков.

## Критика
| Иноязычные издания    | Иноязычные издания        |
| Издание               | Оценка                    |
| --------------------- | ------------------------- |
| AllGame               | 3,5 из 5 (PS1)            |
| CVG                   | 96% (PS1)                 |
| Edge                  | (PS1)                     |
| EGM                   | 7,125 из 10 (SAT)         |
| IGN                   | 8 из 10 (PS1)             |
| Next Generation       | (PS1) · 4 из 5 (SAT)      |
| Maximum               | 5 из 5 (PS1) 4 из 5 (SAT) |
| CD Player             | 8 из 10 (PS1)             |
| Русскоязычные издания |                           |
| Издание               | Оценка                    |
| «Страна игр»          | 5+ (PS1)                  |

После выхода игра получила высокую оценку критиков. Сотрудники IGN отметили оригинальность Wipeout и уникальный техно-саундтрек, но раскритиковали сложность управления транспортными средствами и общую сложность игры, указав на недостаточное количество соперников и легкость опережения других гонщиков. Edge отметил, что трудно критиковать «столь красиво реализованную и качественно произведенную игру, которая так хорошо использует возможности PlayStation», но выразил опасения относительно долговечности игрового процесса из-за «зависимости от усилений на трассах», что могло «ограничить срок жизни Wipeout» по сравнению с Super Mario Kart. GamePro дал восторженный отзыв версии для PlayStation, предсказывая, что «напряженный экшен и изнурительные трассы Wipeout привлекут многих заядлых фанатов гонок к этой новой системе». Особенно были отмечены сложный геймплей и точное управление. Единственным существенным недостатком игры было названо отсутствие многопользовательского режима без использования PlayStation Link Cable, так как на тот момент PlayStation имела небольшую установленную пользовательскую базу. Рецензент Next Generation высоко оценил стильную и детализированную графику, «будоражащий саундтрек» и особенно захватывающее ощущение от гонок. Он отметил, что управление имеет потенциально сложную кривую обучения, но его стоит освоить, и назвал игру «новой высокой планкой». Maximum высказал мнение, что среди всех игр европейской стартовой линейки PlayStation «ни одна не может сравниться с потрясающей природой Wipeout от Psygnosis». Особо были отмечены целостность стиля и концепции, саундтрек, разблокируемый режим Rapier и оптимизация для PAL. Игра получила награду «Maximum Game of the Month». Обозреватель «Страны игр» назвал игру более совершенной, чем Ridge Racer, отметив высокое качество графики, удобство управления и разнообразие контента, включая семь различных трасс и боевые элементы игрового процесса.
Версия для Saturn, вышедшая позже, также получила в основном положительные отзывы, хотя большинство критиков согласились, что она уступает версии для PlayStation. Rad Automatic в Sega Saturn Magazine похвалил большое количество трасс и индивидуальность каждой из них, отметив, что игра легко осваивается, но предоставляет достаточный вызов. Он критиковал ее за то, что она не так хороша, как версия для PlayStation, хотя и подчеркнул, что недостатки не влияют на игровой процесс. Четыре рецензента из Electronic Gaming Monthly также высоко оценили количество и разнообразие трасс, а также сложность игры. В отличие от Sega Saturn Magazine, они положительно отозвались о графике, назвав ее «яркой» и «великолепной». Критик Next Generation отметил, что, несмотря на немного менее четкую графику и иные ощущения от управления, версия для Saturn по сути идентична версии для PlayStation. Эйр Хендрикс из GamePro и рецензент Maximum посчитали, что версия для Saturn заметно менее доработана, чем версия для PlayStation, но все же отличная сама по себе. В 1996 году GamesMaster поместил версию для PlayStation на 41-е место в своем списке «100 лучших игр всех времен».

### Наследие
Успех игры привел к созданию компанией Psygnosis серии продолжений, впоследствии сформировавших франшизу Wipeout. В 1996 году вышел прямой сиквел Wipeout 2097 для PlayStation и Sega Saturn. Игра получила положительные отзывы, в которых особо отмечались существенно доработанный игровой движок и обновленная физика. В 1998 году был выпущен спин-офф для Nintendo 64 под названием Wipeout 64. Несмотря на в целом благоприятные оценки критиков, игра была отмечена как чрезмерно схожая с оригинальным Wipeout. Wipeout считается неотъемлемой частью дебютной игровой платформы Sony и одним из первых проектов, демонстрирующих возможности трехмерной графики на игровых консолях. В 2007 году игра была переиздана в цифровом формате для PlayStation 3 и PlayStation Portable через сервис PlayStation Network.
Саундтрек и музыкальная составляющая игры способствовали популяризации андеграундной клубной и рейв-музыки среди миллионов игроков. В 2021 году Мэт Омблер из Vice Magazine отметил, что игра «принесла атмосферу ночного клуба в спальни и гостиные по всему миру». Адам Исмаил охарактеризовал Wipeout как «культурное явление», где музыка и визуальный стиль были столь же важны, если не важнее, чем сам игровой процесс. В 2023 году саундтрек от CoLD SToRAGE подвергся ремастерингу, и был переиздан на виниле с добавлением ремиксов от современных электронных музыкантов, таких как Kode9 и μ-Ziq. Саундтрек, и особенно использование в нем треков популярных современных исполнителей, повлиял на то, что разработчики игр стали уделять больше внимания музыкальному сопровождению своих проектов.
Визуальное оформление, графический дизайн, логотипы и типографика Wipeout, разработанные студией The Designers Republic, считаются значимым достижением в истории игр и дизайна. В 2016 году журналист Люк Планкетт подчеркнул масштабное визуальное влияние игры на проекты от Mass Effect до Mario Kart 8 и Destiny. В 2023 году был анонсирован выход альбома WipEout: Futurism в 2024 году, посвященного художественному стилю игры.
В марте 2022 года группа Forest of Illusion, занимающаяся сохранением видеоигр, опубликовала исходный код версий Wipeout для PlayStation и Windows. На основе этого кода энтузиасты создали два порта: WipEout Phantom Edition с закрытым исходным кодом для Windows и wipEout Rewrite с открытым кодом для Windows, macOS, Linux и WebAssembly.